# قبة بنت الري
قبة بنت الري هو مبنى تحت الأرض من العهد الرّوماني،كان يسمّى حمّام عليسة، يوجد يمدينة قرطاج على تلة برج الجديد. صنّف من قبل اليونسكو بين سنتي 1978 و 1989.

## تاريخ
يعود تاريخ المبنى إلى ما بين سنتي 320 و 340م. و رغم غياب المعلومات عنه، يعتبر هذا المعلم المستعمل للسّكن، أكثر معلم تمّت المحافظة عليه.

## الهندسة المعمارية
تتكوّن قبة بنت الري من قاعة كبيرة تمسح واحد و عشرون متر مربّع و غرفتين صغيرتين تمسحان 8 متر مربّع تقريبا تحتويان على خزان أرضي. القباء لا تزال في حالة جيّدة و هناك الإمكانية للقيام ببحوث حول قباء الطين النضيج و قباء حنية مقرنص.